# 沼野石
沼野石（ぬまのせき、 Numanoite）は、2007年に発表された日本産新鉱物で、鉱物学者大西政之などにより、岡山県高梁市備中町の布賀石灰石鉱山で発見された。化学組成はCa4Cu(B4O6(OH)6)(CO3)2で、単斜晶系。ボルカライトのマグネシウムを銅で置換したものに相当する。通常はボルカライトの結晶中に、エメラルドグリーンもしくは透明の結晶として産出する。銅のホウ酸塩鉱物は希少であり、この他には同じく布賀鉱山で発見された逸見石などがある。
岡山大学の鉱物学者、沼野忠之の業績をたたえて命名された。
発見者の大西は、本研究の業績により2008年に日本鉱物科学会から櫻井賞を受賞した。